# 小谷研一
小谷 研一（おたに けんいち、1975年 - ）は日本の建築家。小谷研一建築設計事務所主宰。昭和女子大学非常勤講師。東洋大学非常勤講師。

## 略歴
- 1975年 ： アメリカ合衆国イリノイ州生まれ
- 1993年 ： 成蹊高等学校卒業
- 1997年 ： 東京理科大学理工学部建築学科卒業
- 2000年 ： 東京理科大学大学院理工学研究科建築学専攻修士課程修了（小嶋研究室）
- 2001年 - 2003年 ： 乾久美子建築設計事務所在籍
- 2003年 ： 小谷研一建築設計事務所開設
- 2010年 - 2017年： 昭和女子大学非常勤講師
- 2015年 - ：中央工学校非常勤講師
- 2017年 - ：東洋大学非常勤講師

## 作品
- 2005年 - 下馬の住宅
- 2007年 - 松原の住宅
- 2009年 - 東松原の住宅（改装）
- 2015年 - 浜田山の住宅
- 2016年 - 南大泉の住宅（改装）
- 2018年 - 虎ノ門の住宅（改装）